# Lachnomyrmex pilosus
Lachnomyrmex pilosus  (лат.) — вид муравьёв рода Lachnomyrmex из подсемейства Myrmicinae (Formicidae). Неотропика.

## Распространение
Южная Америка (Тринидад и Тобаго). Обитает в подстилочном слое влажных лесов на высотах от 200 до 1430 м.

## Описание
Мелкого размера муравьи красновато-коричневого цвета (длина тела около 3 мм). Длина головы рабочих (HL) 0,54-0,72 мм, ширина головы (HW) 0,55-0,72 мм. Отличаются мелкими размерами, заметной метанотальной бороздкой и многочисленными длинными волосками на дорзуме постпетиоля (около 10) и на брюшке. Стебелёк между грудкой и брюшком состоит из двух узловидных члеников (петиоль и постпетиоль). Сходен с видами Lachnomyrmex laticeps и Lachnomyrmex scrobiculatus. 
Вид был впервые описан в 1950 году американским энтомологом Нейлом Вебером (Weber, Neil A., 1908-2001; США), а его валидный статус подтверждён в 2008 году американскими мирмекологами Роберто Ф. Брандао (Brandao, Carlos R. F.) и Родриго М. Фейтоза (Feitosa, Rodrigo M.) в ходе ревизии рода.

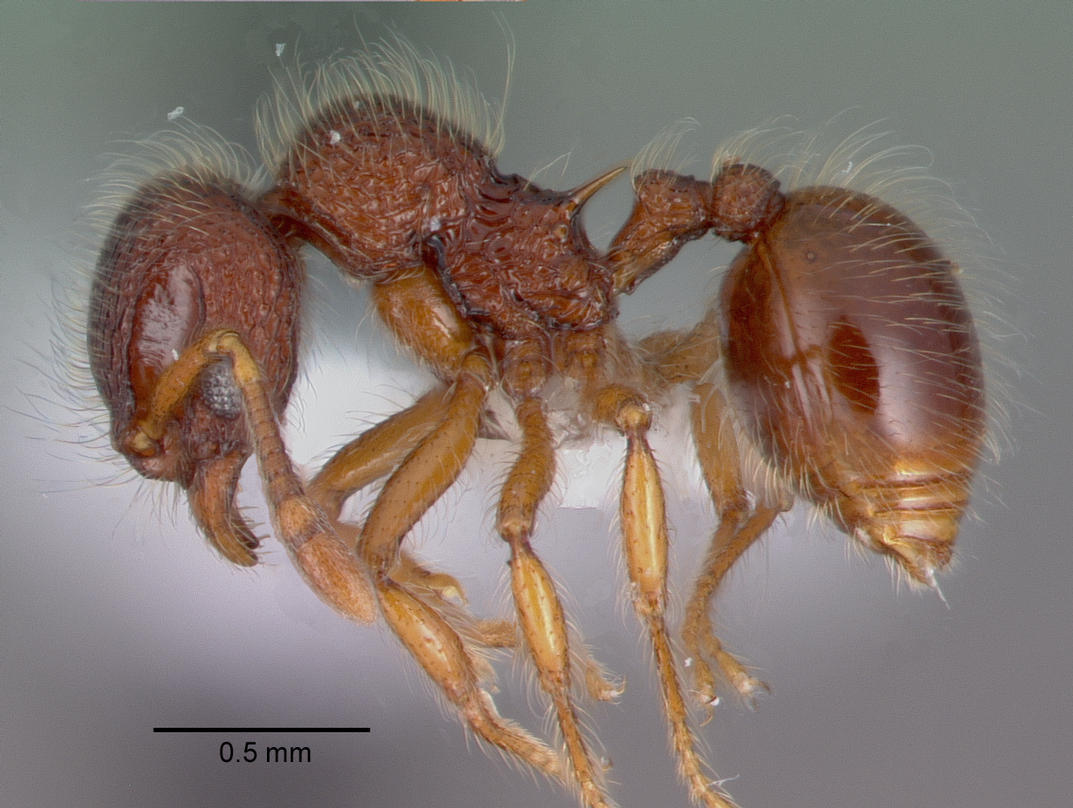
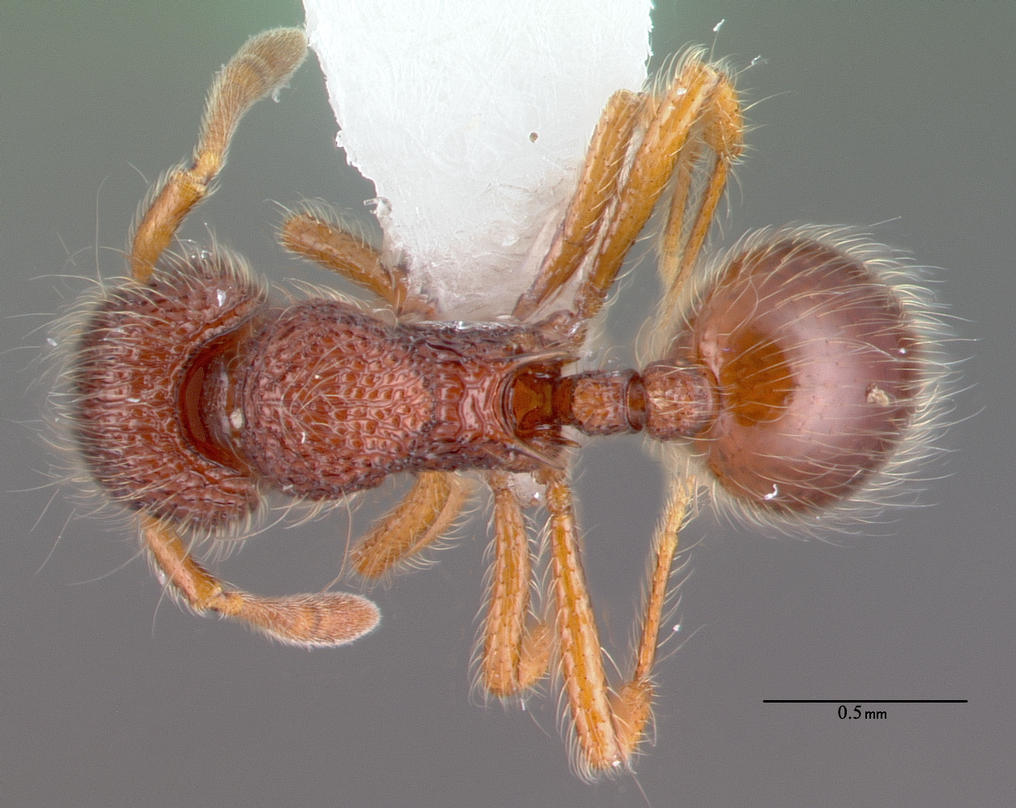